# Cyklistika na Letních olympijských hrách 1900
Cyklistické soutěže na Letních olympijských hrách v Paříži.

## Dráhová cyklistika

### Muži
| Kategorie | Zlato                               | Stříbro                                 | Bronz                                          |
| --------- | ----------------------------------- | --------------------------------------- | ---------------------------------------------- |
| Sprint    | Georges Taillandier · Francie (FRA) | Fernand Sanz · Francie (FRA)            | John Henry Lake · Spojené státy americké (USA) |
| 25 km     | Louis Bastien · Francie (FRA)       | Louis Hildebrand · Velká Británie (GBR) | Auguste Daumain · Francie (FRA)                |

## Přehled medailí
| Pořadí | Země                         | Zlato | Stříbro | Bronz | Celkově |
| ------ | ---------------------------- | ----- | ------- | ----- | ------- |
| 1.     | Francie (FRA)                | 2     | 1       | 1     | 5       |
| 2.     | Velká Británie (GBR)         | 0     | 1       | 0     | 1       |
| 3.     | Spojené státy americké (USA) | 0     | 0       | 1     | 1       |